# St.-Peter-Straße 9 (Mönchengladbach)

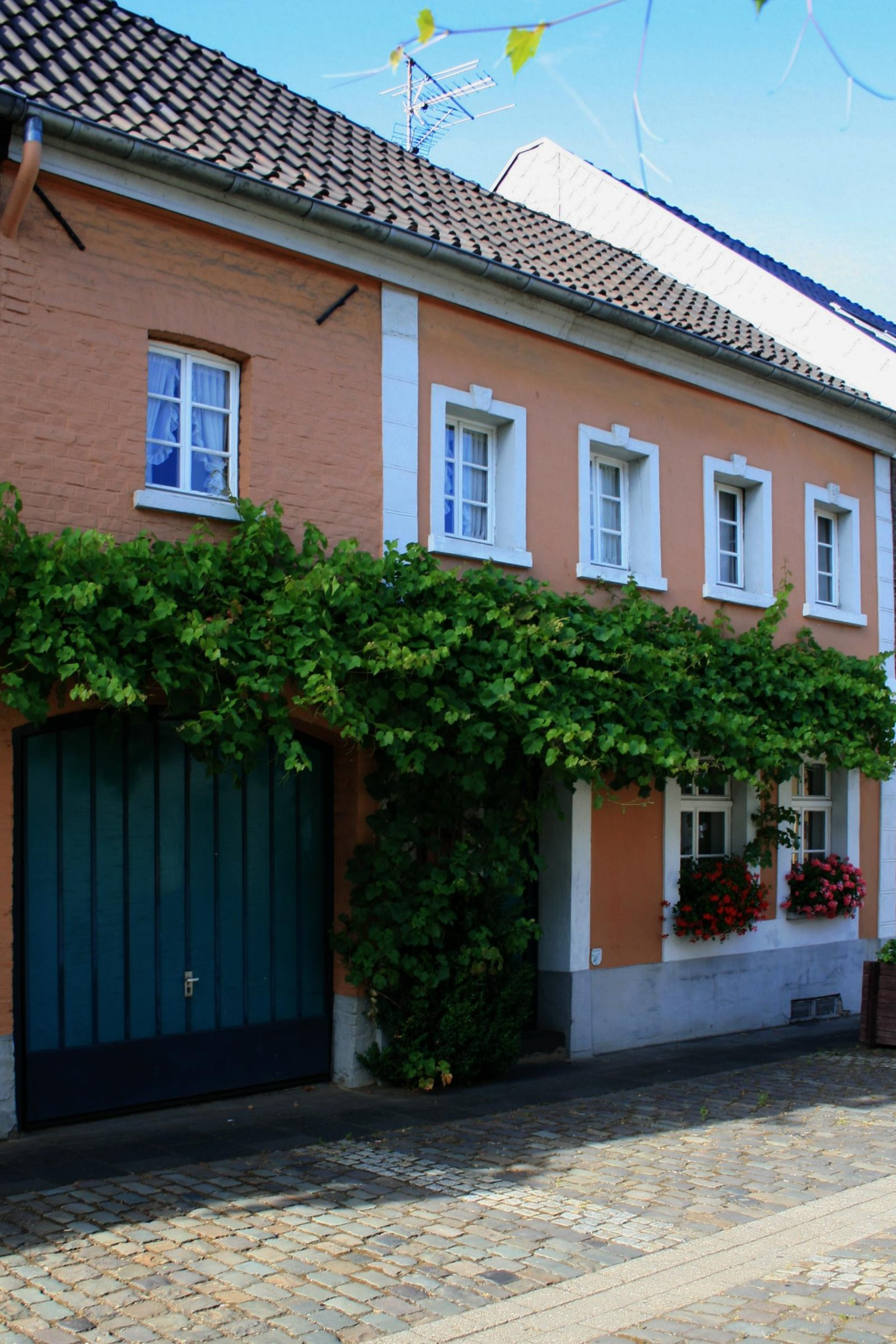
Wohnhaus (2010)

Das Wohnhaus St.-Peter-Straße 9 steht im Stadtteil Rheindahlen in Mönchengladbach (Nordrhein-Westfalen).
Das Gebäude wurde Mitte des 19. Jahrhunderts erbaut und unter Nr. St 002 am 4. Dezember 1984 in die Denkmalliste der Stadt Mönchengladbach eingetragen.

## Lage
Die St.-Peter-Straße liegt im Ortskern von Rheindahlen nahe der Pfarrkirche St. Helena und ist in gemischter Form von Wohnhäusern, ehem. Wohn-Stallhäuser und Fachwerkhäusern geprägt. Haus Nr. 7 und Nr. 9 bilden eine Einheit.

## Architektur
Das Haus Nr. 9 ist als zweigeschossiges traufständiges Wohnhaus eng mit Haus Nr. 7 verbunden, was ablesbar ist bis hin zum durchlaufenden Mauerwerks- und Fugenverband der Fassade. Linksseitig die ehemalige Wirtschaftsdurchfahrt mit Stichbogen. Das Baujahr ist etwa in der ersten Hälfte des 19. Jahrhunderts, im Kern älter. Das Objekt ist als Teil des Gesamtensembles St.-Peter-Straße als Baudenkmal schützenswert.